# 肝リピドーシス
肝リピドーシス（かんリピドーシス、英: hepatic lipidosis）とは脂質代謝の障害により肝臓に過剰な脂肪が蓄積した状態。猫、牛、馬などで認められる。以下は主に猫についての記述。肥満、食欲不振、栄養の不均衡などの様々の原因により発生する。体重減少、食欲不振、元気消失などが認められ、肝臓の腫大、黄疸を呈する。血液検査ではALP、γ-GT、ASTの増加、高ビリルビン血症などが認められる。肝臓の細胞診では脂肪滴を含み腫大した肝細胞が認められる。治療は原因疾患の治療、栄養補給および輸液。抗菌薬の投与が必要な場合は肝臓で代謝される薬物を避け、アンピシリン、メトロニダゾールなどを投与する。